# Andy Hug
Andreas "Andy" Hug (7 de septiembre de 1964 - 24 de agosto de 2000) fue un karateka y kickboxer suizo. 
Conocido en Japón como "El samurai de ojos azules", fue campeón del K-1 World Grand Prix de 1996, además de subcampeón en 1997 y 1998. Considerado como uno de los mejores kickboxers de peso pesado de todos los tiempos, Hug era zurdo y reconocido por su capacidad para ejecutar numerosas técnicas de pateo que rara vez se ven en competiciones de alto nivel. Aunque apenas calificaba como peso pesado -medía 1,80 m y pesaba 98,0 kg-, y solía ser más pequeño que sus oponentes, compensó su falta de tamaño con su notable atletismo y velocidad. Durante su carrera derrotó a peleadores como Jérôme Le Banner, Ernesto Hoost, Musashi, Peter Aerts, Ray Sefo y Mirko "Cro Cop". 

## Biografía

### Primeros años
Su padre Arthur era un soldado perteneciente a la legión extranjera que murió en cumplimiento de su deber en Tailandia en circunstancias extrañas sin haber visto a su hijo. Rara vez vio a su madre Madelaine Hug-Baumann, y creció con sus abuelos junto a sus hermanos Fabienne y Charly en Wohlen. A los diez comenzó a practicar karate estilo kyokushinkai, a los trece destacó como un talento excepcional y ganó muchas competiciones de principiantes.
A los quince años, ganó el torneo mundial "Oyama Cup". A los 17 se hizo fundador adjunto de una nueva escuela de karate en Bremgarten, en Suiza. Para ese momento ya había sido un miembro de elite del equipo nacional de karate kyokushinkai por un año. Debido a que la edad mínima para las peleas de semi contacto era de veinte años tuvo que presentar una autorización escrita de sus abuelos. Tres años después se había establecido como un luchador único en todo el país con habilidades técnicas y mentales destacadas.

### Karate
Tuvo su primer éxito internacional en los campeonatos neerlandeses de karate kyokushinkai. Consiguió dos años después el primer lugar en la copa de Europa en Hungría. Sus ataques no eran a menudo predecibles, empleando sus patadas altas y ambas piernas al mismo tiempo, con técnicas como "Mawashi Geri" (patada circular), "Ushiro Geri" (patada hacia atrás) o sus espectaculares "Uchi Kakato Geri" y "Soto Kakato Geri", que hicieron a su estilo de pelea atractivo y espectacular.
En 1983, tomó parte en el campeonato mundial de karate kyokushinkai. Alrededor de 80 luchadores estaban al comienzo de clase de peso abierto. Pudo combatir a su manera completamente y llegó a ser de los 16 finalistas. Asistió a su segundo campeonato mundial en 1987, en la semifinal, derrotó a Akira Masuda y por primera vez en la historia del karate estilo kyokushinkai, un luchador no-japonés, estaba tomando parte en las finales. Andy perdió la pelea frente a Akioshi Matsui por una controvertida decisión a los puntos. En 1988, se había hecho entrenador del equipo nacional suizo, de este modo suministrando sus conocimientos y experiencia para otros competidores. 
El quinto campeonato mundial de karate kyokushinkai sin divisiones de peso tuvo lugar en 1991 en el Budokan de Tokio, Japón.  En su tercera pelea, se enfrentó con el brasileño Francisco Filho, al final del asalto en la campana Filho dio una patada alta sobre el borde de la cabeza de Andy mandándolo al suelo. El maestro fundador del estilo kyokushinkai Mas Oyama, quien estaba presente confirmó que la técnica era legal, fue después confirmado que la patada de Filho había golpeado a Andy efectivamente después de la campana. Pero había empezado el movimiento antes y Filho fue declarado ganador.
Hug debutó en karate seidokaikan en julio de 1992. En octubre ganó la Copa Mundial de la disciplina, derrotando en la final a Taiei Kin. En 1993 compitió nuevamente en karate seidokaikan pero de manera profesional en K-1. Luego de dos victorias, disputó la Copa Mundial de Karate K-1, donde fue derrotado en la final por Masaaki Satake. En 1994 triunfó ante Duke Roufus, y en 1995 lo hizo ante Michael Thompson.
El 28 de agosto de 1993 se casó con Ilona en Inwil.

### Carrera de K-1
Hug disputó su primera pelea profesional de kickboxing en la promoción K-1 en noviembre de 1993. En 1994 protagonizó su primera pelea K-1 como anfitrión en el Hallenstadium de Zúrich. En 1995 perdió ante Ernesto Hoost por decisión mayoritaria. En el K-1 Grand Prix de 1996, se enfrentó nuevamente con Ernesto Hoost en semifinales, y después de un asalto adicional, ganó por decisión. En la final, se enfrentó contra Mike Bernardo. Después de sus dos derrotas con Bernardo en 1995 esta vez lo venció por nocaut y obtuvo el campeonato.
En el K-1 Grand Prix de 1997, Hug triunfó ante Pierre Guénette, Masaaki Satake y Peter Aerts para alcanzar la final, donde perdió por decisión ante Hoost.
El suizo alcanzó las finales del K-1 Grand Prix otra vez en 1998. Tuvo una dura pelea con Sam Greco en las semifinales, no pudiendo prevalecer contra Peter Aerts en la final, quedándose con el segundo lugar. En la segunda ronda del K-1 Grand Prix de 1998 se encontró otra vez con Hoost. Tempranamente en el primer asalto, la lesión en la ingle que había mantenido un mes antes se puso aguda. Esta dolencia era tan grave que no podía emplear sus piernas como estaba acostumbrado a hacer, tuvo que admitir su derrota a los puntos.
En Japón le fue dado el nombre de "Samurái de Ojos Azules", aunque tenía ojos marrones. Era el único luchador de K-1 alguna vez recompensado con un título de Samurái Honorario por el fundador de K-1 Kazuyoshi Ishii. También fue conocido por su patada de hacha y la patada de talón baja girando, apuntando al muslo del adversario, era otra patada típica de él. En Japón, era conocido como "El Tornado Hug" debido a que era rumoreado que ningún otro luchador podía llevarlo a cabo con la misma perfección.
Derrotó a Mirko "Cro-Cop" Filipović en K-1 Fight Night, en el 3 de junio de 2000, en Zúrich, Suiza. Su última pelea fue contra Nobu Hayashi en el 7 de julio.

### Muerte
Hug fue diagnosticado con leucemia aguda el 17 de agosto de 2000. El 23 de agosto cayó en coma y su enfermedad se hizo pública. Sólo 22 horas después, Hug murió por dificultades para respirar debido a una insuficiencia orgánica múltiple. Tenía 35 años y dejó a su esposa e hijo. Su cuerpo fue incinerado y sus cenizas depositadas en el cementerio del templo Hoshuin en Kioto, Japón.